# جيمس إميري
جيمس إميري (بالإنجليزية: James Emery)‏ هو عازف جاز أمريكي، ولد في 21 ديسمبر 1951 في يونغزتاون في الولايات المتحدة.

## وصلات خارجية
- جيمس إميري على موقع ميوزك برينز (الإنجليزية)
- جيمس إميري على موقع أول ميوزيك (الإنجليزية)
- جيمس إميري على موقع ديسكوغز (الإنجليزية)